# Kybos albilacustris
Kybos albilacustris är en insektsart som beskrevs av Alexey K. Tishechkin 2002. Kybos albilacustris ingår i släktet Kybos och familjen dvärgstritar. Inga underarter finns listade i Catalogue of Life.